# Пожар в торговом центре «Зимняя вишня»
Пожар в торгово-развлекательном комплексе «Зимняя вишня» в городе Кемерово произошёл в воскресенье 25 марта 2018 года на площади 1600 квадратных метров с последующим обрушением кровли, перекрытий между четвёртым и третьим этажами. Пожару был присвоен третий номер сложности по пятибалльной шкале, а на территории Кемеровской области был введён режим чрезвычайной ситуации федерального уровня и объявлен федеральный уровень реагирования. В результате пожара погибли 60 человек, из них 37 детей, 79 человек пострадало, также погибли все животные из контактного зоопарка «Ребятам о зверятах», расположенного на 3 этаже здания, в зоопарке обитало 25 видов животных, 171 голова. Пожар стал одним из двух наиболее резонансных в истории современной России наряду с пожаром в пермском ночном клубе «Хромая лошадь» 2009 года, при котором погибли 158 человек.

## Предпосылки

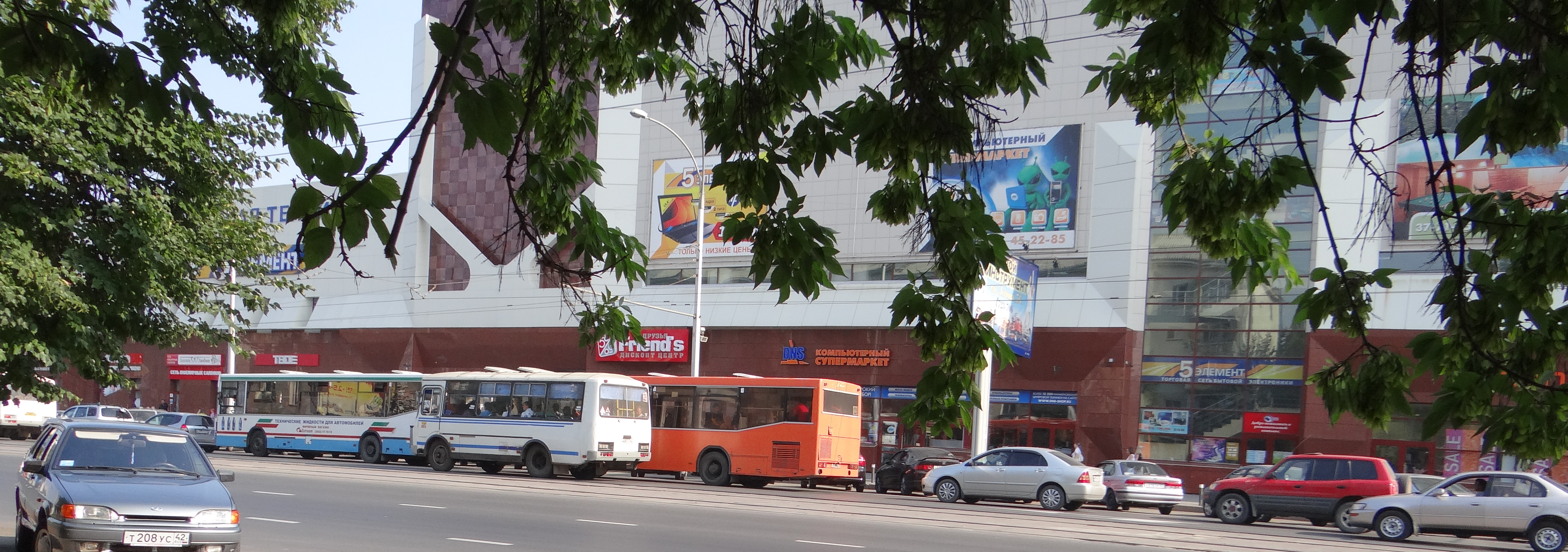
Здание в 2012 году

Схема 4 этажа ТЦ «Зимняя вишня»

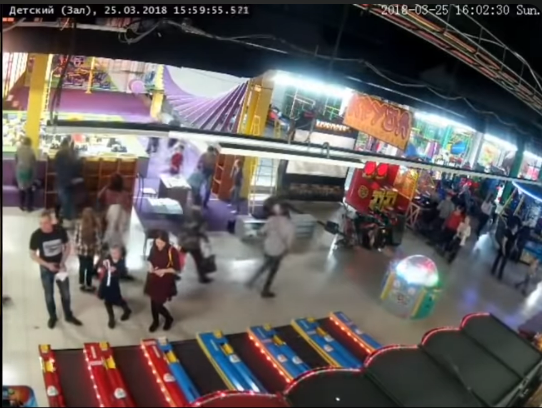
Кадры с момента возгорания

Торгово-развлекательный комплекс открылся в 2013 году в здании кондитерской фабрики «Кемеровский кондитерский комбинат», которая прекратила работу в 2006 году из-за финансовых трудностей и требований нового владельца «КДВ Групп». Здание было построено в 1968 году (по другим сведениям — в 1936 году), имело площадь более 20 000 квадратных метров и изначально имело всего два этажа. После того, как было решено разместить в здании торговый центр и парк развлечений, в нём была проведена реконструкция с монтажом новых перекрытий, в процессе которой число этажей увеличили до четырёх. Сама реконструкция проводилась без разрешения надзорных органов. В эксплуатацию «Зимняя вишня» была введена в сентябре 2013 года, разрешение на ввод в эксплуатацию дал заместитель главы кемеровской администрации Владимир Калистратович Зуб.
В период эксплуатации торгово-развлекательного комплекса несколько раз изменялся его собственник. Первоначальный собственник ТРК — АО «Кемеровский кондитерский комбинат» (дочерняя структура ООО «КДВ групп», принадлежащего миллиардеру Денису Штенгелову). Арендатором третьего и четвёртого этажей является ООО «Зимняя вишня Кемерово», непосредственно управлявшее развлекательным центром. Владельцем управляющей компании является Надежда Судденок, местный предприниматель и экс-депутат Топкинского района Кемеровской области от партии «Единая Россия».
На четвёртом этаже комплекса находился кинотеатр «Зимняя вишня», который включал в себя три кинозала на 542 места (один зал — 256 мест, второй и третий залы — по 143 места). Также на этом этаже находился детский развлекательный центр и парк с аттракционами, автодромом, игровым лабиринтом и катком, кафе и бары, бильярдная, фитнес-клуб «Зимняя вишня», включавший тренажёрный зал, бассейн и сауны.
ООО «Зимняя вишня Кемерово» и ОАО «Кемеровский кондитерский комбинат» (расположенные по одному адресу) фигурируют в перечне объектов защиты, которым присвоены категории рисков ГУ МЧС по Кемеровской области в категории «значительный риск» из-за пребывания более чем 200 человек в торговом здании.
В июне 2016 года государственным инспектором МЧС России по Кемеровской области Дарьей Москалёвой была проведена проверка соблюдения обязательных требований пожарной безопасности, при проверке нарушений выявлено не было. Она не посещала торговый центр, акт был составлен на основании документов об отнесении торгового центра к субъектам малого бизнеса. Сотрудники МЧС утверждают, что это было сделано на основании «надзорных каникул». Сам приказ МЧС «О запрещении проверок малого и среднего предпринимательства» был подписан в сентябре 2016 года — через три месяца после проверки (причём «каникулы» не распространяются на случаи проверок по обращениям о наличии нарушений).
Ранее в здании уже происходило два крупных пожара: в 2003 году из-за пожара произошло обрушение кровли, а в 2013 году произошёл крупный пожар, в ходе которого погиб один человек. В сентябре 2017 года проводились эвакуации посетителей и сотрудников ТЦ из-за ложных звонков о пожаре и минировании центра.
В ноябре 2017 года на втором этаже этого ТРЦ проходила выставка «СПАСТЕХ-ЭКСПО», на которой одним из участников было Главное управление МЧС РФ по Кемеровской области, которое получило золотую медаль этой выставки.
В числе системных причин пожара СМИ называли стремление бизнеса сократить свои издержки, неэффективность системы противопожарного надзора в России и коррупцию. По данным Международной ассоциации пожарных и спасательных служб Россия имеет один из самых высоких в мире показателей смертей, происходящих из-за пожаров, — за период с 2001 по 2015 годы этот показатель составил 7,5 случая смерти на 100 тысяч жителей по сравнению с 1 в США, 2,7 в Казахстане и 0,5 во Франции и Германии. Согласно World Life Expectancy по данным ВОЗ в 2014 году Россия с показателем в 7 смертей от пожаров на 100 тысяч человек занимала 45 место, уступая по этому показателю 127 странам.

## Хронология событий
Пожар начался 25 марта 2018 года (воскресенье) в 15:59:27 (час: минута: секунда) по местному времени на 4 этаже торгово-развлекательного центра в районе активити-парка «Круча».
Звонок в МЧС поступил в 16:04. Информация о задымлении в здании на сайте ГУ МЧС России по Кемеровской области появилась в 16:20.

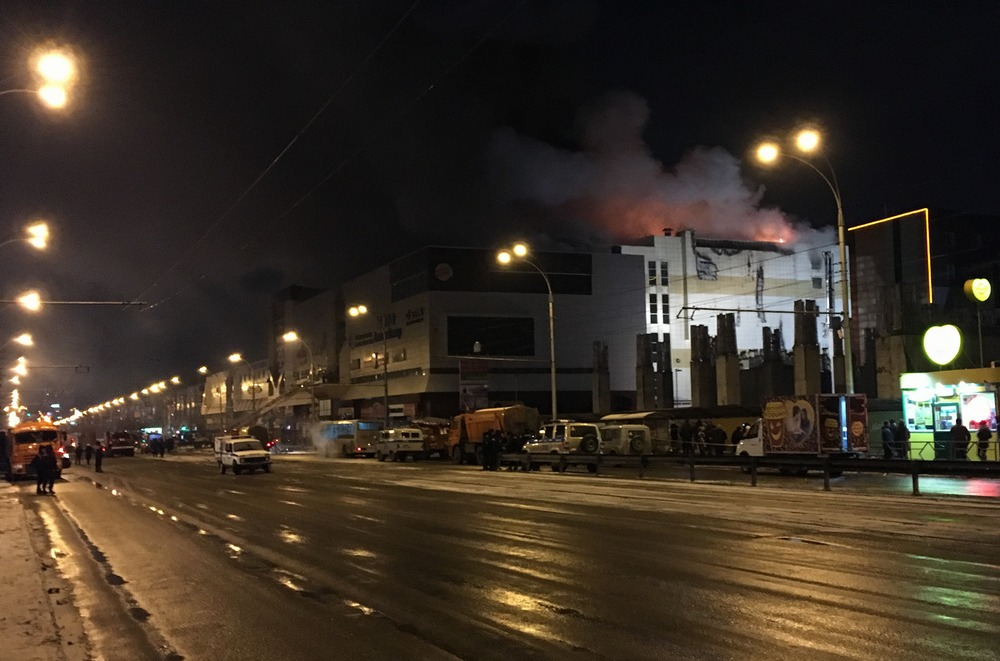
Торговый центр «Зимняя вишня» во время пожара

Оповещение о пожаре, по словам очевидцев, не сработало. Также, по словам спасшихся посетителей, во время пожара в здании образовалась давка.
На четвёртом этаже, в кинозале № 1 (жёлтый) на 255 мест с 14:55 по местному времени шёл фильм-боевик «Тихоокеанский рубеж 2», зал был эвакуирован с помощью билетёра, которая зажгла свет, сообщила зрителям о пожаре и показала им дорогу к выходу. В зале № 3 (синий) на 143 места c 15:20 шёл комедийный фильм «Кролик Питер», этот кинозал также был эвакуирован, но 36 посетителей этого зала свернули в тупик (из них 13 спаслись, а 23 человека задохнулись и погибли около запертого пожарного выхода). Зрители кинозала № 2 (красный) на 143 места, в котором показывался мультфильм «Шерлок Гномс», начавшийся в 14:40, узнали о пожаре самыми последними. После окончания мультфильма включился свет и зрители отправились к выходу, однако за дверью уже стояла дымовая завеса, жар и выйти показалось невозможно. Люди попытались плотно закрыть дверь, под неё положили тряпки. В этом же зале находился закрытый на замок аварийный выход, который мужчины выломали, однако снаружи тоже всё было в дыму. После 15 минут ожидания спасателей зрители начали терять сознание. Один из них, Михаил Трусов, решил прорываться через аварийный выход, но, сделав несколько шагов наружу, потерял сознание. Это фактически и спасло ему жизнь — позже к этому аварийному выходу добралась газодымозащитная служба под руководством начальника караула кемеровской пожарно-спасательной части № 2 Сергея Генина, которая случайно нашла Трусова, услышав его хрип. Но нулевая видимость и высокая температура не позволили им обнаружить зал, поэтому они срочно эвакуировали Трусова. Все остальные 37 зрителей из кинозала № 2, в том числе и две дочери Трусова, погибли. По словам главы Следственного комитета Александра Бастрыкина, части тел погибших в хаотическом состоянии были найдены между экраном и первым рядом кинозала: «У нас были разные случаи идентификации. Соберём всё, что можно…» По опровергнутой информации при расследовании версии двери в кинозале были закрыты на ключ, чтобы не допускать на сеанс безбилетников (в том числе из-за штрафов за предоставление неверных сведений о количестве зрителей в Единую федеральную автоматизированную систему о проданных билетах), тогда как по словам одного из родственников погибших в кинозале, на продемонстрированной ему видеозаписи с камер наблюдения видно, что двери изначально были открыты; оставшиеся в зале люди, не имея возможности найти выход из ТЦ в густом дыму, сами закрыли двери зала изнутри и заткнули щели в ожидании спасателей.
По словам очевидцев, 13 человек, выбравшихся на крышу здания, были сняты с неё только через 40 минут подъёмными механизмами; двое пострадавших выпрыгнули из окон здания.
К 20:00 (по московскому времени) 25 марта 2018 года глава МЧС России Владимир Пучков и губернатор Кемеровской области Аман Тулеев доложили о пожаре президенту России Владимиру Путину. Он дал распоряжение Пучкову вылететь к месту трагедии и принять все необходимые меры по привлечению дополнительных сил и средств, которые были мобилизованы из Красноярска и Москвы (26 марта к ним присоединились пожарные и спецтехника из Томска и других сибирских городов). Были даны указания по помощи семьям пострадавших и медицинскому обеспечению пострадавших всем необходимым. В Кемерово была направлена министр здравоохранения России Вероника Скворцова.
Площадь пожара составила 1600 квадратных метров. В дальнейшем произошло обрушение кровли и перекрытий между четвёртым и третьим этажами на площади 1500 квадратных метров. В 19:12 25 марта пожар был локализован, в 23:07 25 марта — ликвидировано открытое горение. По другим сведениям, огонь бушевал всю ночь на 26 марта. Вечером 26 марта начата расчистка здания и работы по укреплению несущих конструкций. К ликвидации чрезвычайной ситуации было привлечено 840 человек и 195 единиц техники, из них от МЧС России 680 человек, свыше 110 единиц техники, в том числе 2 воздушных судна.
По окончании поисково-спасательной операции и следственных действий здание торгового центра снесено. На сайте администрации города жителям предлагали выбрать, что будет построено на его месте для увековечения памяти погибших.

## Погибшие и пострадавшие
По данным МЧС России на 28 марта, в результате пожара погибли 60 человек, 37 из погибших — дети. 27 марта мэрия Кемерова разместила списки 23 погибших, личность которых была установлена, и 37 пропавших без вести. По данным следователя-криминалиста, показывавшего 31 марта место пожара Александру Бастрыкину, на четвёртом этаже торгового комплекса из кинозала № 1(жёлтый) все люди спаслись. Из кинозала № 3(синий) все люди эвакуировались, но в коридоре из-за плохой видимости 36 человек свернули налево, в тупик к запертому пожарному выходу (10 человек смогли выйти из тупика, а 3 спаслись через окно). Два человека выпрыгнули с 4-го этажа: 18-летний Иван Заварзин (его отца позже спасли через окно с помощью подъемника) и 11-летний Серёжа Москаленко, которого отец вытолкнул из окна (отец, мать и сестра погибли). 10 человек приняли решение идти обратно к кинозалам, там они смогли найти выход и спустились по основной лестнице. У запертого на два замка пожарного выхода погибли 23 человека (14 детей и 9 взрослых). В зале № 2 погибли 37 человек (23 ребёнка и 14 взрослых), решившие ждать помощь.
Из стеклянного лифта живой достали женщину, которая застряла между 3 и 4 этажами.
26 марта Следственный комитет России выступил с опровержением циркулирующей в социальных сетях информации о том, что в огне якобы погибли сотни человек. Редакция «Медузы» сообщала, что в Интернете появились аудиозаписи с неназванными людьми, которые говорили о гибели 300—400 человек и подготовке 200 могил, однако эти сведения были недостоверны, а данные о количестве подготовленных могил были опровергнуты руководителем похоронного бюро Кемерова, что позже подтвердили местные жители. Также выяснилось, что одна из аудиозаписей была создана пранкером, выдававшим себя за сотрудника МЧС. Следственный комитет России объявил, что пранкером оказался Евгений Вольнов (настоящее имя — Никита Кувиков). По мнению отдельных СМИ, истории с пранкером федеральные телеканалы уделили непропорционально большое внимание.
В штабе, который был создан родственниками жертв пожара, сообщили, что к ним поступила информация о 85 лицах, которые предположительно пропали без вести. 27 марта группе родственников погибших и пострадавших при пожаре была предоставлена возможность посетить бюро судебно-медицинской экспертизы, где они имели возможность сверить списки погибших и убедиться в их соответствии официальным данным, предоставленным властями.
Как отметила главный редактор The Village Татьяна Симакова, проведённая изданием проверка фактов показала, что «порядок официальных цифр похож на правду».
20 апреля 2018 года СК РФ объявил окончательное число погибших — 60 человек.
В торговом центре располагался контактный зоопарк «Ребятам о зверятах» (открылся в 2015 году), включавший примерно 200 животных 25 видов (лисы, еноты, сурикаты, белки, кролики, карликовые камерунские козы, ежи и др.). По словам директора зоопарка Евгения Видемана, «они задохнулись и погибли… я выходил последним, людей на территории зоопарка уже не оставалось… все клетки были закрыты, спастись зверушкам не было возможности».

## Критика действий пожарных и спасателей
Прокуратура приняла от родственников пострадавших три заявления на действия спасателей. Родственники написали жалобы в прокуратуру, чтобы получить «правовую основу для получения информации» о трагедии. «Дети звали на помощь, спасатели могли выломать дешёвые двери в кинозалы и спасти их. Но никто не решился нарушить инструкции».
Автор одной из жалоб, Надежда Вострикова, рассказала, что сама столкнулась с тем, что пожарные «стояли как вкопанные», вместо того, чтобы помогать её дочери, двадцатитрёхлетней Алёне Сабадаш, запертой в горящем кинозале. Вострикова, по её словам, умоляла пожарных о помощи, но те «не реагировали». А в 16:12 дочь вновь позвонила ей и, умирая, попрощалась. Попрощавшись с дочерью, Вострикова продолжала находиться на четвёртом этаже торгового центра примерно до 16:40.
Пресс-служба МЧС заявила, что игнорирование информации от очевидцев руководителем тушения пожара соответствует Боевому уставу пожарной охраны.

## Расследование

### Причины возгорания
Возгорание произошло на последнем, четвёртом, этаже. Предполагаемые причины: неосторожное обращение с огнём, короткое замыкание электропроводки и поджог.
По словам Евгения Полынских, работавшего в детском центре фотографом-аниматором и проходящего по делу о пожаре главным свидетелем, «поджигателем был парень лет 12. В тот день он уже пытался поджечь аттракцион, но до конца завершить начатое не смог, его остановили. А чуть позже он всё-таки довёл дело до конца».
По мнению координатора рабочей группы при президенте РФ по реформе техрегулирования в 2001—2007 годах Александра Рубцова, противопожарные требования в России запутаны и противоречивы:

Чтобы сократить нарушения, надо как минимум иметь в собранном, обозримом и исполнимом виде саму систему требований. Сейчас они разбросаны по десяткам и сотням тысяч нормативных документов, в изобилии содержащих нормы избыточные, взаимоисключающие, абсурдные и заведомо невыполнимые. Собрать исчерпывающий перечень требований для условной «Зимней вишни», хотя бы только по эксплуатации объекта, сейчас не в состоянии даже доктор технических наук. Надзор тем более в этом не помощник; наоборот, в его интересах держать массив норм в запутанном и непрозрачном состоянии.

29 марта стало известно, что специалисты двух ведомств, которые занимаются расследованием, пришли к различным выводам о причинах трагедии. Сотрудники Следственного управления придерживаются версии о коротком замыкании в электропроводке и возлагают ответственность на сотрудников комплекса. Работники пожарного ведомства уверены в том, что имел место поджог. Эта версия подтверждается заключением экспертов ФГБУ «Судебно-экспертное учреждение федеральной противопожарной службы „Испытательная пожарная лаборатория“ по Кемеровской области». Между тем глава СКР Александр Бастрыкин во время доклада президенту пояснил, что версия о поджоге появилась со слов людей, против которых выдвигаются обвинения и что таким образом обвиняемые пытаются переложить ответственность на неизвестных поджигателей.
16 апреля 2018 года газета «Коммерсантъ» опубликовала заявление о том, что якобы специалисты исследовательского центра экспертизы пожаров Санкт-Петербургского университета ГПС сделали предварительное заключение, согласно которому причиной возгорания стало короткое замыкание, в свою очередь произошедшее из-за того, что снег, остававшийся на крыше торгового центра, начал таять, крыша протекла, и вода попала на провода, которые были проложены над детской игровой зоной на четвёртом этаже ТЦ. Автоматические выключатели для защиты от замыканий и токовых перегрузок при этом не сработали; первой загорелась пластиковая люстра над бассейном с поролоновыми кубиками; капавший с неё раскалённый пластик воспламенил сам бассейн. Возгорание могло иметь локальный характер, но его раздула вентиляция, продолжавшая работать после возгорания.
За обслуживание пожарной системы в «Зимней вишне» отвечала компания ООО «Системный Интегратор». Электромонтёр компании Александр Никитин выезжал по заявкам от ООО «Зимняя Вишня» и не находился постоянно в ТРЦ. 19 марта 2017 года проводилась плановая учебная проверка всех систем. Александр не имел специального образования и никогда до этого не работал со сложной техникой (по словам его жены, он прошёл специальные курсы по пожарной охране и сдал экзамены, а затем шесть лет работал по этой специальности). Заместитель губернатора Кемеровской области Владимир Чернов отметил, что в центре были нарушения пожарной безопасности. Пожарные выходы были заблокированы. Сработали, но были отключены вручную охранником пожарная сигнализация, системы пожаротушения и дымоудаления.
Главный государственный инспектор по пожарному надзору МЧС Ринат Еникеев заявил, что при разработке проектной документации не было получено согласование в МЧС специальных технических условий, а в дальнейшем проверки ТРК не проводились в связи с надзорными каникулами для малого бизнеса. Однако журналисты установили, что в июне 2016 года государственным инспектором МЧС России по Кемеровской области Дарьей Москалёвой была проведена проверка соблюдения обязательных требований пожарной безопасности. Проверка длилась всего два дня (2 часа по другим источникам) вместо запланированных двадцати и нарушений не зафиксировала. Версия, что компания-владелец ТРЦ Кемеровский кондитерский комбинат (ККК) относится к субъектам малого и среднего предпринимательства, после пожара распространялась по приказу ГУ МЧС по Кемеровской области. По словам главы Следственного комитета Александра Бастрыкина, проверки ТРЦ пожарными инспекторами проходили недобросовестно, а пожароопасность и состояние комплекса недооценивались. Позднее заместитель начальника главы МЧС по Кемеровской области Павел Кононов в интервью телеканалу РЕН ТВ признал, что проверка 2016 года фактически не проводилась, а отчёты о проверке были фиктивными.
Журналисты «Московского комсомольца» посетили торговый центр «Светлановский» в Санкт-Петербурге, оборудованный той же фирмой «Цари Спарты», что и «Зимняя вишня», и изъяли кусок поролонового кубика из игрового бассейна. Испытания образца материала показали его значительную горючесть.

### Следственные действия
Следственный комитет России возбудил уголовное дело по трём статьям УК РФ 109, 219 и 238 («Причинение смерти по неосторожности», «Нарушение требований пожарной безопасности», «Оказание услуг, не отвечающих требованиям безопасности» соответственно). Расследование передано старшему следователю по особо важным делам при Председателе Следственного комитета генералу-майору юстиции Рустаму Габдуллину. Была создана следственная группа из более чем ста следователей и криминалистов СК России.
В 19:05 следователи задержали и допросили генерального директора ООО «Зимняя вишня Кемерово» (компании, непосредственно эксплуатирующей торговый центр) Надежду Судденок. 28 марта суд постановил арестовать Надежду Судденок на 2 месяца. В зале суда она заявила журналистам, что «не готова к такому» и намерена обжаловать это решение.
26 марта задержан Игорь Полозиненко — руководитель компании «Системный интегратор», занимавшейся обслуживанием противопожарных систем.
Также 26 марта был задержан Сергей Антюшин — сотрудник ЧОП «Центр защиты», который, по предварительным данным следствия, после получения сигнала о пожаре отключил систему оповещения. По его словам, «система оповещения не работала очень давно… года три точно была неисправна», а когда пожар вовсю полыхал, он «вышел на улицу и поехал домой». По заявлению следователя, Антюшин «в тот день не следил за системой пожаротушения, не смотрел на мониторы, выключил систему оповещения за 15 минут до начала пожара, не вызвал 112, не принимал участие в эвакуации людей».
27 марта пятерым задержанным (арендатору помещения, где предположительно произошло ЧП, техдиректору компании-собственника здания, охраннику, а также сотруднику организации, обслуживающей пожарную сигнализацию) были предъявлены обвинения.
29 марта задержаны Юлия Богданова — генеральный директор компании «Кемеровский кондитерский комбинат» (комбинат является владельцем торгового центра) и начальник Инспекции государственного строительного надзора Кемеровской области Танзиля Комкова, против которой возбудили уголовное дело за то, что она не приняла мер по пресечению эксплуатации самовольно возведённого без разрешения на строительство здания торгово-развлекательного комплекса «Зимняя вишня».
11 апреля Следственный комитет РФ возбудил уголовное дело о халатности в отношении начальника караула кемеровской пожарно-спасательной части № 2 Сергея Генина. По версии следствия, отец трёх погибших детей Александр Ананьев сообщил руководителю тушения пожара Генину о нахождении большой группы людей в кинозале на четвёртом этаже «Зимней вишни» и кратчайшем пути к нему — по лестнице у западного входа в ТРЦ. Согласно сообщению СКР, «Генин проигнорировал эти сведения и не сверил с имеющимися планами-схемами кратчайшие пути к месту спасения людей, направив своё звено к дальнему от своего местонахождения лестничному маршу, находящемуся в юго-восточной части торгового центра… Дойдя до четвёртого этажа, они обнаружили запертую дверь. После этого Генин и его подчинённые вернулись к лестнице, находящейся в непосредственной близости от западного входа, и беспрепятственно проследовали на 4-й этаж. В результате ими было упущено время, которое могло быть использовано для спасения и эвакуации людей. В результате халатных действий Генина, как полагает следствие, погибли не менее 37 лиц, находившихся в момент пожара на 4-м этаже в кинозале № 2 ТРЦ „Зимняя вишня“» Дома у Генина проводились обыски, затем он был задержан.
28 мая были арестованы по обвинению в халатности начальник Главного управления МЧС России по Кемеровской области Александр Мамонтов и руководитель Управления надзорной деятельности Григорий Терентьев. Также Александр Мамонтов обвиняется в растрате, не связанной с пожаром.
Следствие изъяло приказ 2016 года главы МЧС России Владимира Пучкова о запрете плановых проверок на соответствие требований пожарной безопасности предприятий и юридических лиц, относящихся к среднему бизнесу. Законом от плановых проверок были освобождены лишь объекты малого бизнеса, на средний бизнес надзорные каникулы не распространяются. ОАО «Кемеровский кондитерский комбинат» относится к среднему бизнесу.
7 июля по признакам преступления, предусмотренного ч. 3 ст. 293 УК РФ (халатность) был задержан начальник службы пожаротушения ФГКУ «1 отряд ФПС по Кемеровской области» Андрей Бурсин. Сотрудник следственного комитета сообщил об угрозах потерпевшим со стороны коллег задержанного непосредственно в здании суда.
В первых числах ноября 2018 года в средствах массовой информации появились сообщения о возбуждении уголовных дел, связанных со взяточничеством при согласовании реконструкции здания будущей «Зимней вишни», фигурантом которых выступают: уже арестованная ранее Танзиля Комкова, её сын Эдуард Комков, Никита Чередниченко (получение взятки); предприниматель (в прошлом — профессиональный футболист) Вячеслав Вишневский (дача взятки) и Виктор Ефимкин (посредничество во взяточничестве). Размер взятки (7 миллионов рублей) считается особо крупным. 2 ноября 2018 года представитель Следственного комитета России Светлана Петренко подтвердила данную информацию:

По данным следствия, в 2013—2014 годах генеральный директор ОАО «Кемеровский кондитерский комбинат» Вячеслав Вишневский, при посредничестве Виктора Ефимкина, дал взятку в размере 7 миллионов рублей начальнику инспекции государственного строительного надзора Кемеровской области Танзилии Комковой, её сыну Эдуарду Комкову и генеральному директору ООО «ИСК Ресурс» Никите Чередниченко, которые действовали в составе организованной группы. Взятка предназначалась в том числе за незаконные действия и бездействие в пользу генерального директора ОАО «Кемеровский кондитерский комбинат» при реконструкции ТРЦ «Зимняя вишня» в Кемерово. <…>

Вишневский после преступления в 2016 году покинул территорию Российской Федерации и до настоящего времени скрывается в Испании.
Также Петренко заявила, что следственные органы намерены объявить Вишневского в международный розыск.
12 апреля 2019 года Генпрокуратура направила уголовное дело о пожаре в ТРЦ «Зимняя вишня», с утверждённым обвинением, в Заводский райсуд Кемерова. Среди семи обвиняемых — бывшие управляющие зданием, обслуживавшие пожарную сигнализацию сотрудники, охранник и пожарный. Следствие полагает, что причиной пожара стало замыкание электропроводки на четвёртом этаже ТРЦ. Потерпевшие заявили гражданские иски на сумму около 3 млрд руб. Их адвокаты полагают, что материальная ответственность за халатность и попустительство — самый действенный метод не допустить повторения подобной трагедии, однако даже выигранные иски не означают, что ущерб будет возмещён.

### Пожарно-технические экспертизы
29 марта 2018 года стали известны предварительные результаты пожарно-технической экспертизы в торговом центре, по которым очаг возгорания находился в полости между третьим и четвёртым этажами в районе батутного центра; огонь распространялся вверх, быстро увеличиваясь. На экспертизу отправлены около ста предметов — остатки поролоновых шариков из детского бассейна, фрагменты утеплителя и внутренней отделки — материалы которых предположительно не соответствуют действующим в России стандартам. Всего было проведено более десятка различных экспертиз. Основополагающие исследования, которые позволили установить действительную причину и механизм возникновения и развития пожара, были проведены экспертами Исследовательского центра экспертизы пожаров Санкт-Петербургского университета ГПС МЧС России и частной судебно-экспертной организацией «Бюро Независимых Экспертиз» (г. Омск).
2 апреля 2018 года МЧС передало всю документацию специального журнала для изучения и дальнейших процессуальных действий следователей в СК.
В результате исследований, специалистами Исследовательского центра экспертизы пожаров ГПС МЧС, была определена очаговая зона, располагающаяся в центре детского бассейна, наполненного поролоновыми кубиками. Для подтверждения своих доводов, экспертами были отобраны идентичные по своим свойствам поролоновые кубики и светодиодные светильники, располагающиеся над бассейном. Эксперты МЧС в лабораторных условиях воссоздали замыкание светодиодного светильника, в результате которого началось плавление светорассеивателя, выполненного из поликарбоната. Расплавленный поликарбонат, становясь пластичным и текучим, капельно начал падать на расположенные под ним поролоновые кубики, из детского бассейна. В дальнейшем огонь быстро распространился на весь бассейн и далее по площади всего этажа.
Для определения технической причины короткого замыкания, по назначению старшего следователя при председателе Следственного комитета России Рустама Габдуллина была назначена электротехническая экспертиза специалистам ООО «Бюро Независимых Экспертиз» г. Омск. Целью экспертизы являлось установления соответствия, изъятых с места пожара вещественных доказательств требованиям действующей нормативно-технической базе, проектной документации и определение технической причины аварийных процессов, протекавших в светодиодном светильнике. Всего следователями СК РФ было изъято более 10 мешков оплавленных проводов и 16 низковольтных комплектных устройств (НКУ). По результатам проведённого исследования, были установлены множественные несоответствия фактического исполнения электросистем торгово-развлекательного центра проектной документации, ПУЭ (заниженные сечения кабельно-проводниковой продукции, неверно подобранные номиналы автоматических выключателей, неверно подобранные сечения токопроводников к номиналам автоматических выключателей).
Кроме того, экспертами был воссоздан технический сценарий возникновения аварийной ситуации электрооборудования. В результате протечки кровли ТРЦ, влага, попавшая в корпус светильника (степень защиты от проникновения не соответствовала таким условия эксплуатации) привела к возникновению короткого замыкания на вводе в светильник, до трансформатора 220/12. Удалённость автоматического выключателя, неверно подобранный номинал автоматического выключателя, неверно подобранное сечение токопроводников, привело к тому, что устройства защиты оказались не чувствительны к такой аварийной ситуации. В результате несрабатывания устройств защиты, локализовать аварию в необходимый промежуток времени не представилось возможным, аварийный процесс в цепи 220В светильника привёл к плавлению рассеивателя, выполненного из поликарбоната, выпадению горящих брызг на поролоновые кубики бассейна, расположенного ниже. Автоматические устройства защиты сработали только через 10-15 секунд, обесточив линию освещения, но в этот момент времени аварийная ситуация уже приняла необратимый характер.
Собственники пострадавших от пожара помещений заявили о своём недоверии к результатам экспертизы, проведённой специалистами МЧС и заявили о намерении провести независимую экспертизу за свой счёт.

### Список подозреваемых и обвиняемых
| ФИО             | Должность | Преступление                                | Описание (согласно источникам, читать как «предположительно по версии…», если не указано иное) | Источник        |
| --------------- | --- | ------------------------------------------- | --- | --------------- |
| Богданова Ю.    | Гендиректор ОАО «Кемеровский кондитерский комбинат» | ч. 3 ст. 238 УК РФ                          | оказание услуг по содержанию противопожарных систем, не отвечающих требованиям безопасности | [ 145 ]         |
| Соболев Г.      | Техдиректор ОАО «Кемеровский кондитерский комбинат» | ч. 3 ст. 238 УК РФ                          | оказание услуг по содержанию противопожарных систем, не отвечающих требованиям безопасности | [ 145 ]         |
| Судденок Н.     | Гендиректор ООО «Зимняя Вишня» | ч. 3 ст. 238 УК РФ                          | оказание услуг по содержанию противопожарных систем, не отвечающих требованиям безопасности | [ 145 ]         |
| Антюшин С.      | Сотрудник ЧОП | ч. 3 ст. 293 УК РФ                          | невыполнение своих обязанностей по оповещению о возникшем пожаре | [ 145 ]         |
| Никитин А.      | Инженер противопожарной системы ООО «Системный интегратор» | ч. 3 ст. 219 УК РФ                          | ненадлежащее оказание услуг по содержанию систем пожарной безопасности | [ 145 ]         |
| Полозиненко И.  | Руководитель ООО «Системный интегратор» | ч. 3 ст. 219 УК РФ                          | ненадлежащее оказание услуг по содержанию систем пожарной безопасности | [ 145 ]         |
| Генин С.        | Начальник караула пожарно-спасательной части № 2 | ч. 3 ст. 293 УК РФ                          | ненадлежащее исполнение своих обязанностей по спасению людей | [ 145 ] [ 146 ] |
| Бурсин А.       | Начальник службы пожаротушения первого отряда противопожарной службы пожарно-спасательной части № 2                                                                                             | ч. 3 ст. 293 УК РФ                          | не надлежащим образом организовал управление силами и средствами пожарно-спасательного гарнизона, а также проведение разведки пожара | [ 147 ]         |
| Мамонтов А.     | Начальник ГУ МЧС России по Кемеровской области | ч. 3 ст. 293 УК РФ и/или ч. 4 ст. 160 УК РФ | не запланировал и не провел в период 2017—2018 годов проверку соблюдения требований пожарной безопасности | [ 148 ]         |
| Терентьев Г.    | Начальник отдела надзора деятельности и профилактической работы городов Кемерова, Березовского и Кемеровского района управления надзорной деятельности и профилактической работы ГУ МЧС области | ч. 3 ст. 293 УК РФ и/или ч. 4 ст. 160 УК РФ | «не запланировали и не провели в период 2017—2018 годов проверку соблюдения требований пожарной безопасности» «обманным путем похитил выплаченную работодателем денежную компенсацию, которая в действительности ему не полагалась» | [ 148 ] [ 149 ] |
| Комкова Т.      | Начальник инспекции государственного строительного надзора Кемеровской области | ч. 3 ст. 285 УК РФ                          | «не приняла мер по пресечению эксплуатации самовольно возведённого без разрешения на строительство здания» получила взятку от Вячеслава Вишневского | [ 150 ]         |
| Шенгерей С.     | Начальник отдела государственного строительного надзора Кемеровской области | ч. 3 ст. 285 УК РФ                          | пособничество: проводила проверку соответствия ТЦ … Ей было приказано не привлекать к проверке экспертов, которые могли бы выявить нарушения злоупотреблении служебными полномочиями: … вступила с Комковой в сговор и не сообщила об имеющихся нарушениях правил пожарной безопасности при сдаче в эксплуатацию перестроенной «Зимней вишни». | <               |
| Кувиков Н.      | Пранкер «Евгений Вольнов» | ст. 282 УК РФ                               | лицо публично … распространяло недостоверные сведения о количестве погибших при пожаре в Кемерово, вводя в заблуждение родственников погибших и пострадавших, таким образом пытаясь дестабилизировать ситуацию. | [ 154 ]         |
| Вишневский В.   | Генеральный директор ОАО «Кемеровский кондитерский комбинат» (2013—2014 годы) | ч. 5 ст. 291 УК РФ                          | Вячеслав Вишневский дал взятку в размере 7 млн рублей | [ 155 ]         |
| Комков Э.       | Посредник (сын начальника инспекции государственного строительного надзора Кемеровской области)                                                                                                 | ч. 6 ст. 290 УК РФ                          | получил взятку от Вячеслава Вишневского | [ 155 ]         |
| Чередниченко Н. | Генеральный директор ООО «ИСК Ресурс» (компания-посредник по оформлению прав на объекты недвижимости, получению разрешений на строительство и эксплуатацию зданий)                              | ч. 6 ст. 290 УК РФ                          | получил взятку от Вячеслава Вишневского | [ 155 ]         |
| Ефимкин В.      | Посредник | ч. 4 ст. 291.1 УК РФ                        | Посредничество при передаче взятки от Вячеслава Вишневского соответственно Эдуарду Комкову, Никите Чередниченко | [ 155 ]         |

### Список признанных виновными
| ФИО             | Должность | Преступление                          | Описание | Наказание | Источник |
| --------------- | --- | ------------------------------------- | --- | --- | -------- |
| Судденок Н.     | Гендиректор ООО «Зимняя Вишня» | ч. 3 ст. 238 УК РФ ч. 3 ст. 219 УК РФ | Оказание услуг, не отвечающих требованиям безопасности, повлёкшее смерть двух и более лиц, нарушение требований пожарной безопасности, повлёкшее по неосторожности смерть двух и более лиц | 13 лет и 6 месяцев лишения свободы, 2 года лишения права заниматься определённой деятельностью | [ 156 ]  |
| Богданова Ю.    | Гендиректор ОАО «Кемеровский кондитерский комбинат» | ч. 3 ст. 238 УК РФ ч. 3 ст. 219 УК РФ | Оказание услуг, не отвечающих требованиям безопасности, повлёкшее смерть двух и более лиц, нарушение требований пожарной безопасности, повлёкшее по неосторожности смерть двух и более лиц | 14 лет лишения свободы, 2 года и 6 мес. лишения права заниматься определённой деятельностью | [ 156 ]  |
| Соболев Г.      | Техдиректор ОАО «Кемеровский кондитерский комбинат» | ч. 3 ст. 238 УК РФ ч. 3 ст. 219 УК РФ | Оказание услуг, не отвечающих требованиям безопасности, повлёкшее смерть двух и более лиц, нарушение требований пожарной безопасности, повлёкшее по неосторожности смерть двух и более лиц | 11 лет лишения свободы, 2 года лишения права заниматься определённой деятельностью | [ 156 ]  |
| Полозиненко И.  | Руководитель ООО «Системный интегратор» | ч. 3 ст. 219 УК РФ                    | Нарушение требований пожарной безопасности, повлёкшее по неосторожности смерть двух и более лиц | 6,5 лет лишения свободы | [ 156 ]  |
| Никитин А.      | Инженер противопожарной системы ООО «Системный интегратор» | ч. 3 ст. 219 УК РФ                    | Нарушение требований пожарной безопасности, повлёкшее по неосторожности смерть двух и более лиц | 5,5 лет лишения свободы | [ 156 ]  |
| Антюшин С.      | Сотрудник ЧОП | ч. 3 ст. 238 УК РФ                    | Оказание услуг, не отвечающих требованиям безопасности, повлёкшее смерть двух и более лиц. По версии следствия, он не включил систему оповещения о пожаре. | 8 лет лишения свободы | [ 156 ]  |
| Генин С.        | Начальник караула пожарно-спасательной части № 2 | ч. 3 ст. 293 УК РФ                    | Халатность, повлёкшая по неосторожности смерть двух и более лиц. По версии следствия, при пожаре он направил подчинённых по длинному пути к кинозалу, не сверившись с имеющимися схемами здания и проигнорировав слова очевидца (Ананьева), показавшего короткий путь. Дойдя до четвёртого этажа, пожарные обнаружили запертую дверь. После этого они вернулись к указанной очевидцем лестнице и по ней попали на четвёртый этаж. В результате пожарные потеряли время, которое могли использовать для спасения и эвакуации людей. | 5 лет лишения свободы | [ 156 ]  |
| Бурсин А.       | Начальник службы пожаротушения первого отряда противопожарной службы пожарно-спасательной части № 2                                                                | ч. 3 ст. 293 УК РФ                    | Халатность, повлёкшая по неосторожности смерть двух и более лиц. Следствие считает, что он не организовал управление силами и средствами гарнизона на месте ЧП, а также «не организовал надлежащим образом проведение разведки пожара», в результате чего погибли люди | 6 лет лишения свободы | [ 156 ]  |
| Комкова Т.      | Начальник инспекции государственного строительного надзора Кемеровской области                                                                                     | ч. 3 ст. 285 УК РФ                    | «не приняла мер по пресечению эксплуатации самовольно возведённого без разрешения на строительство здания» получила взятку от Вячеслава Вишневского | 18 лет лишения свободы, штраф в размере 80 млн рублей, с лишением права занимать должности на государственной службе сроком на 12 лет                                                                                                  | [ 157 ]  |
| Шенгерей С.     | Начальник отдела государственного строительного надзора Кемеровской области                                                                                        | ч. 3 ст. 285 УК РФ                    | пособничество: проводила проверку соответствия ТЦ … Ей было приказано не привлекать к проверке экспертов, которые могли бы выявить нарушения злоупотреблении служебными полномочиями: … вступила с Комковой в сговор и не сообщила об имеющихся нарушениях правил пожарной безопасности при сдаче в эксплуатацию перестроенной «Зимней вишни». | 7 лет лишения свободы | [ 157 ]  |
| Чередниченко Н. | Генеральный директор ООО «ИСК Ресурс» (компания-посредник по оформлению прав на объекты недвижимости, получению разрешений на строительство и эксплуатацию зданий) | ч. 6 ст. 290 УК РФ                    | получил взятку от Вячеслава Вишневского | 15 лет лишения свободы, штраф в размере 70 млн 500 тыс. рублей | [ 157 ]  |
| Комков Э.       | Посредник (сын начальника инспекции государственного строительного надзора Кемеровской области)                                                                    | ч. 6 ст. 290 УК РФ                    | получил взятку от Вячеслава Вишневского | 10 лет лишения свободы со штрафом, равном десятикратной сумме взятки, в размере 70 млн рублей, с лишением права заниматься деятельностью, связанной с осуществлением управленческих функций в коммерческих организациях, на срок 8 лет | [ 157 ]  |

## Судебные разбирательства

### Уголовное дело
26 апреля 2019 года в районном суде города Кемерова было зарегистрировано поступившее уголовное дело. Список фигурантов дела включает: Антюшина С. И., Богданова Ю. А., Генина С. В., Никитина А. Т., Полозиненко И. В., Соболева Г. В. и Судденок Н. В. 16 мая 2019 года прошло судебное заседание, которое было отложено ввиду неявки потерпевших. По аналогичной причине было отложено ещё 39 заседаний, вплоть до 12 сентября 2019 года.
30 сентября 2021 года Заводский районный суд города Кемерова признал виновными всех восьмерых фигурантов дела о пожаре, а также признал обвиняемых членами ОПГ с целью получения денежной выгоды путём создания видимости пожарной безопасности и, соответственно, экономии на вложениях в пожарную безопасность.
Среди осуждённых — генеральный директор «Зимней вишни» Надежда Судденок, руководитель компании «Системный интегратор» Игорь Полозиненко, сотрудник той же компании — инженер противопожарной системы Александр Никитин, сотрудник частного охранного предприятия Сергей Антюшин, начальник караула пожарно-спасательной части № 2 Сергей Генин, технический директор «Кемеровского кондитерского комбината» Георгий Соболев, генеральный директор комбината Юлия Богданова, начальник службы пожаротушения 1-го кемеровского отряда противопожарной службы Андрей Бурсин.
Богдановой было назначено наказание в виде 14 лет лишения свободы в колонии общего режима, а также лишением права заниматься определённой деятельностью сроком на 2,5 года, Судденок — 13,5 года лишения свободы и 2 года лишения права заниматься определённой деятельностью, Соболеву — 11 лет, а также лишение права заниматься определённой деятельностью сроком на 2 года. Полозиненко и Никитин были приговорены к 6,5 и 5,5 года лишения свободы соответственно. Антюшин — к 8 годам лишения свободы. Генину и Бурсину назначено наказание в виде 5 и 6 лет лишения свободы соответственно.

### Освобождение от наказания
13 апреля 2023 года пожарный Сергей Генин, признанный виновным в халатности при тушении пожара в «Зимней вишне» и приговоренный к 5 годам лишения свободы, был освобожден. Причиной стали проблемы со здоровьем — в марте у него выявили онкологическое заболевание, после чего мужчина находился под стражей в тюремной больнице. По данным ТАСС, Генин жаловался на ухудшение состояния с конца 2022 года, однако обследование провели только весной 2023-го. Пожарный был освобожден под подписку о невыезде, впоследствии её также отменили в связи с истечением срока отбытия наказания.
21 ноября 2023 года гендиректор основного арендатора ТРЦ «Зимняя вишня» в Кемерове Надежда Судденок, осужденная по делу о пожаре на 13 лет и 4 месяца колонии, освобождена от наказания в виде лишения свободы из-за ухудшения здоровья.
29 марта 2024 года Кемеровский областной суд освободил от наказания за халатность в связи с истечением срока давности экс-главу управления МЧС по Кемеровской области Александра Мамонтова, приговоренного к 10,5 года колонии по делу о пожаре в ТЦ «Зимняя вишня».
23 ноября 2024 года совладелец ТЦ «Зимняя вишня» Вячеслав Вишневский вышел на свободу по условно-досрочному освобождению.

### Административное дело
28.05.2018 Арбитражный суд Кемеровской области начал производство по иску Чувилкиной И. А о незаконности действий органов, повлёкших ввод в эксплуатацию ТЦ «Зимняя вишня». 12 июля 2019 года решением первой инстанции требования истца были удовлетворены:
- признаны недействительными акты и проектная документация, утверждённая Инспекцией государственного строительного надзора Кемеровской области, утверждающие о соответствии здания техническим требованиям[170];
- признано недействительным разрешение на ввод в эксплуатацию, подписанное заместителем главы города Кемерова[171].

Вышестоящие инстанции оставили решение без изменений.

### Иски о компенсации и возмещении
Согласно сайту Генпрокуратуры от 12 апреля 2019 года потерпевшими были заявлены гражданские иски на общую сумму 2,9 млрд рублей.
В конце 2019 года с собственников «Зимней вишни» в пользу потерпевших начато взыскание 118 млн рублей по решениям Рудничного районного суда Кемерова от 9, 10 и 11 декабря 2019 года по 30 искам.

## Случаи героизма
По сообщениям СМИ, имели место случаи героизма.
- Администратор обувного магазина Фарзон Салилов[174] и охранник Махмуд Художаев, оба уроженцы Таджикистана, помогли десяткам людей выбраться из горящего здания, выводя посетителей через аварийный выход на складе обувного магазина; по словам мужчин, люди были дезориентированы, некоторые из них в панике даже пытались подниматься вверх по лестнице, и их приходилось силой направлять в нужную сторону[175].
- Кемеровский фотограф Евгений Полынских смог организованно вывести 30 детей из игровой зоны ТРЦ, расположенной на четвёртом этаже[97][176].
- Житель Кемерова Константин Колабухов вместе с неизвестной девушкой-кассиром вытащил трёхлетнего мальчика из горевшей игровой комнаты[177].

31 марта председатель СК России Александр Бастрыкин наградил ведомственными наградами, в частности, следующих людей:
- работник одного из залов третьего этажа Александр Калачёв, выведший с четвёртого этажа несколько семей из зоны пожара;
- аниматор детской игровой комнаты Кристина Никитина, расположенной вблизи очага возгорания, выводила детей;
- семнадцатилетний курсант Кадетского корпуса МЧС Дмитрий Полухин, который вывел из задымлённого помещения троих детей.

## Траур
В связи с трагедией президент России Владимир Путин объявил 28 марта Днём траура на всей территории России. Медиахолдинги ВГТРК, «СТС Медиа», «Газпром-медиа» и «Национальная Медиа Группа» заявили об отмене развлекательного контента и рекламы в этот день.
Власти некоторых субъектов Российской Федерации объявили региональный траур. 27 марта главой Екатеринбурга Евгением Ройзманом был объявлен Днём траура. Также в это день глава Якутии Егор Борисов объявил траур на всей территории республики. В Ингушетии Юнус‐Беком Евкуровым был объявлен трёхдневный траур — с 27 по 29 марта. В Приморском крае траур по погибшим объявлен 27 марта. В Кемеровской области с 27 марта объявлен трёхдневный траур по погибшим. 26 марта 2018 года губернатор Рязанской области объявил 27 число днём траура, однако позднее объявление было изменено на рекомендации отменить развлекательные мероприятия.
Беларусь в знак солидарности с Россией 28 марта приспустила государственные флаги и отменила телевизионный показ развлекательных программ.
31 марта, в день, когда православные отмечают Лазареву субботу, во всех храмах Кемеровской епархии прошли заупокойные богослужения по погибшим во время пожара.

## Реакция

### Реакция властей

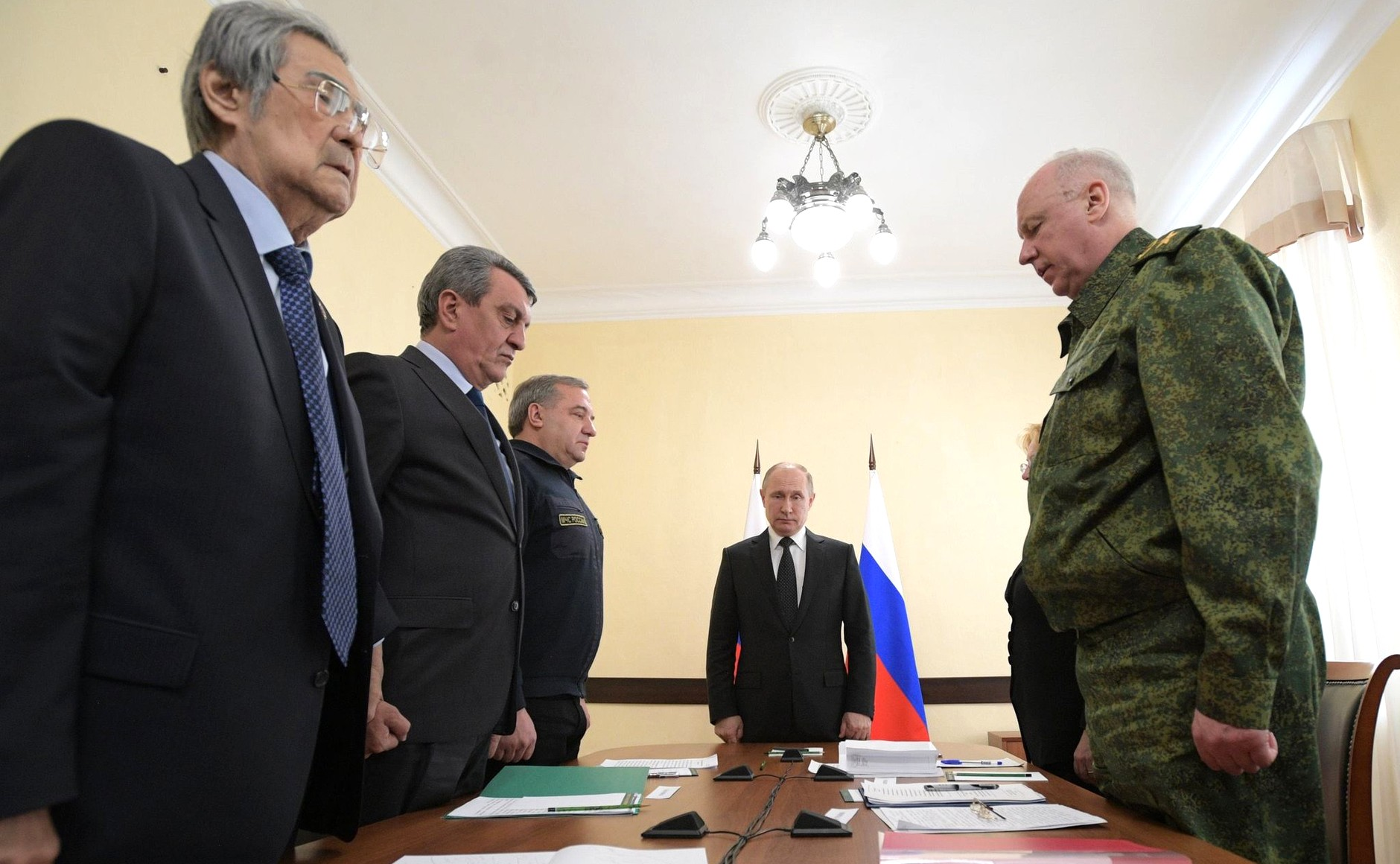
Совещание с участием президента России Владимира Путина, глав МЧС, Минздрава и СК РФ. Кемерово, 27 марта 2018 года

Губернатор Кемеровской области Аман Тулеев согласился с просьбой главы МЧС Владимира Пучкова, который по данным обладминистрации просил его не приезжать на место трагедии, «чтобы его кортеж не мешал проезду спецтехники».
26 марта 2018 года Тулеев заявил, что семьям пострадавших будет выплачено по 1 миллиону рублей в качестве компенсаций, без указания за чей счёт.
В ночь на 27 марта на место трагедии приехал президент России Владимир Путин. Он посетил пострадавших в больнице, провёл селекторное совещание, возложил цветы к стихийному мемориалу, а также провёл встречу с родственниками пострадавших и погибших, где заверил людей, что виновные будут наказаны и «прикрывать никто никого не будет». Тулеев извинился перед Путиным за трагедию, при этом перед родственниками погибших он извиняться не стал.
28 марта Аман Тулеев уволил руководителя аппарата администрации Алексея Зеленина и начальника департамента внутренней политики Нину Лопатину. По должностным обязанностям Зеленин и Лопатина не могут быть связаны с пожаром (чрезвычайные ситуации в Кемеровской области курирует первый вице-губернатор Владимир Чернов; потребительский рынок — вице-губернатор Сергей Цивилёв; строительство — вице-губернатор Александр Шнитко; все они остаются на своих постах). Ранее (до пожара) Тулеев критиковал Зеленина и Лопатину за отсутствие мер, когда «на шефа грязь льётся несусветная».
МЧС объявило о начале проверки во всех торговых центрах, где есть кинозалы и развлекательные зоны. Ранее подобные проверки уже проводились в 2009—2010 годах после пожара в пермском клубе «Хромая лошадь», во время которого погибли 156 человек.
Руководство МЧС анонсировало изменения в надзоре за пожарной безопасностью торговых центров и других мест массового скопления людей: внедрение средств телеметрии для мониторинга объектов в реальном времени, расширение полномочий МЧС, контроль исполнения норм противопожарной безопасности на этапе проектирования объектов, изменение системы классификации объектов контроля (оценка не только собственника, но и самого объекта, что позволит избежать прохождения осмотров торговых центров по правилам малого бизнеса). Подобные меры предусматривались тремя законопроектами, внесёнными в Думу парламентом Татарстана после пожара в ТЦ «Адмирал» в 2015 году, однако тогда эти предложения были отклонены.
1 апреля 2018 года Аман Тулеев подал в отставку с поста губернатора Кемеровской области по собственному желанию. В своём видеообращении к кемеровчанам он заявил, что «с таким тяжелейшим грузом работать на посту губернатора нельзя, морально нельзя». Отставка была принята президентом России Владимиром Путиным, вместо него губернатором был назначен временно исполняющим обязанности Сергей Цивилёв. Несколько позднее Тулеева выдвинули на должность спикера местного законодательного собрания, где 10 апреля он единогласно был избран спикером. За Тулеевым по-прежнему сохраняются привилегии «народного губернатора».
9 апреля 2019 года Дмитрий Медведев (председатель правительства РФ) сообщил о том, что принято решение выплатить компенсации лицам, получившим тяжкий вред здоровью при пожаре в «Зимней вишне». Согласно заключениям экспертов, особо пострадавшими признаны восемь кузбассцев. Каждый из них получит денежную компенсацию в размере 400 тысяч рублей.
По словам главы комитета по информполитике Госдумы Леонида Левина, слухи, сопровождавшие пожар в «Зимней вишне», стали поводом для принятия в 2019 году «законов о фейковых новостях».
Росгвардия начала проверку деятельности частного охранного предприятия «Центр защиты», осуществлявшего охрану торгового центра.

### Реакция за пределами России
Украина: На фоне пожара в Кемерове Государственная служба Украины по чрезвычайным ситуациям провела массовую проверку противопожарной безопасности в торговых центрах, больницах, школах и других заведениях Украины. Было выявлено около 15 тысяч нарушений, в суды поданы иски на закрытие 37 объектов.
Казахстан: 27 марта на заседании правительства бывший премьер-министр Республики Казахстан Бакытжан Сагинтаев дал поручение МВД РК провести проверки противопожарной безопасности в торговых центрах. В то же время аким Алма-Аты Бауыржан Байбек также поручил проверить на предмет пожарной безопасности все ТРЦ, рынки, вокзалы, школы, больницы, детские сады и места массового скопления людей. В общей сложности проверкам было подвергнуто 1243 объекта по всей стране. По результатам проверок было выявлено более 15 тысяч нарушений, были наложены административные штрафы на сумму более 19 миллионов тенге.
Соболезнования выразили главы государств — участников СНГ: президент Азербайджана Ильхам Алиев, президент Армении Серж Саргсян, президент Беларуси Александр Лукашенко, президент Казахстана Нурсултан Назарбаев, президент Кыргызстана Сооронбай Жээнбеков, президент Молдовы Игорь Додон, президент Таджикистана Эмомали Рахмон и президент Узбекистана Шавкат Мирзиёев. Александр Лукашенко также приказал в знак скорби и солидарности с Россией приспустить национальные флаги и отменить развлекательные передачи телевидения. 26 марта 2018 года генеральный секретарь Совета Европы Турбьёрн Ягланд направил президенту России письмо с соболезнованиями. Из лидеров европейских стран соболезнования также выразили: канцлер Австрии Себастьян Курц, канцлер Германии Ангела Меркель, президент Греции Прокопис Павлопулос, премьер-министр Болгарии Бойко Борисов, президент Чехии Милош Земан, президент Литвы Даля Грибаускайте, президент Эстонии Керсти Кальюлайд, президент Финляндии Саули Ниинистё, президент Польши Анджей Дуда, с соответствующим заявлением выступили посольство Франции в Москве и посольство Израиля в Москве. Выразила свои соболезнования родственникам премьер-министр Великобритании Тереза Мэй. Представитель США вне регламента выразил соболезнования в связи с трагедией в ходе телефонного разговора по поводу высылки 60 российских дипломатов. Также соболезнования выразил посол США в России Джон Хантсман. Глубокие соболезнования в связи с гибелью людей выразил папа римский Франциск, МИД Египта, президент Бразилии Мишел Темер, президент Турции Реджеп Тайип Эрдоган, эмир Катара Тамим бин Хамад Аль Тани, президент Украины Пётр Порошенко, премьер-министр Владимир Гройсман и министр иностранных дел Украины Павел Климкин, президент Сербии Александр Вучич, Евразийская экономическая комиссия и лидер КНР Си Цзиньпин.

### Реакция общественности

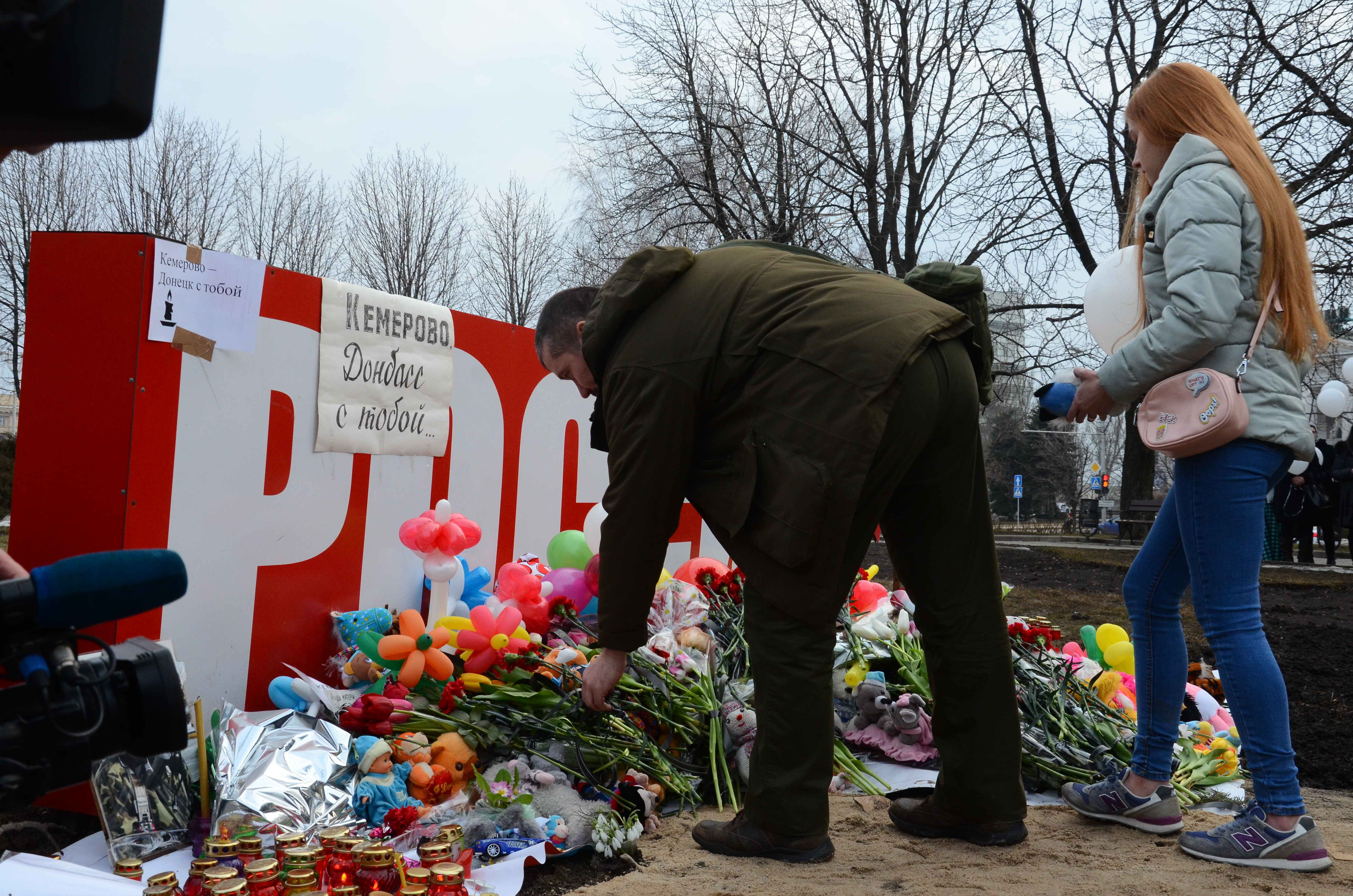
Мероприятие в Донецке в память о погибших в Кемерове, 28 марта 2018 года

Мемориалы, куда люди несут цветы, игрушки и зажигают свечи в память жертв в Кемерове, стихийно возникли у стен посольства и консульств России, а также в других памятных местах в различных городах Украины: в Киеве у забора посольства России, в Одессе и Харькове у заборов консульств.
В Донецке у стелы «Россия», в Луганске у памятного знака в честь 2000-летия Рождества Христова. В Севастополе мемориал появился на набережной Корнилова, возле Памятника затопленным кораблям, в Симферополе — на площади имени Ленина. Мемориалы, куда люди приносят цветы и игрушки, возникли также у заборов посольств и консульств России в Таллине, Риге, Алма-Ате, Мадриде, Анкаре, Вене, Берлине, Тель-Авиве, Тбилиси, Ереване, Нарве и Гюмри.
Футбольный клуб «Амкар» (Пермь) вышел на матч 31 марта с московским «Локомотивом» в траурных футболках. Игра началась минутой молчания в память жертв в Кемерове.
26 марта, предполагаемый совладелец здания олигарх Денис Штенгелов пообещал компенсации в размере 3 миллионов рублей, а также анонсировал, что сообщит «номер расчётного счёта, куда смогут направлять деньги все желающие».
Травматолог-ортопед Андрей Волна написал губернатору Кемеровской области открытое письмо, в котором отказался от полученной от Тулеева премии «Лауреат премии Кузбасса».

#### Митинги

Слово «Память», выложенное из фотографий жертв пожара в торговом центре «Зимняя вишня». Кемерово, 28 марта 2018 года

27 марта 2018 года кемеровчане вышли на стихийный митинг, на котором потребовали отставки губернатора Кемеровской области Амана Тулеева и администрации города Кемерова, проведения прозрачного расследования и привлечения к ответственности всех виновных. Тулеев на этот митинг не пришёл, не просил прощения у родственников погибших, а на встрече с Путиным в областной администрации попросил прощения у Путина «за произошедшее в нашем регионе». Губернатор также раскритиковал проходивший в то время перед зданием администрации митинг, на котором собралось, по разным оценкам, от «нескольких сотен» до 4 тыс. человек, заявив, что «за ним стоит оппозиция», а присутствуют на нём «200 бузотёров», и что «родственников погибших там вообще нет».
Однако митинг посетил вице-губернатор Кемеровской области Сергей Цивилёв, который, так же, как и Тулеев, обвинил его участников в попытке пиара. В ответ один из участников Игорь Востриков рассказал, что «потерял в пожаре пятерых человек, из них трое дети». Позднее Цивилёв, выступая на том же митинге, попросил у родственников погибших прощения, опустившись перед ними на колени. На следующий день после митинга первый вице-губернатор области Владимир Чернов назвал митинг «чёткой, спланированной акцией, направленной на дискредитацию власти», в которой было «очень много подогретой молодёжи», а люди вышли на площадь «совсем не понимая, что они там делают» и похвалил Амана Тулеева за то, что тот проигнорировал митинг.
29 марта Игорь Востриков сообщил СМИ, что к участию в митинге его подтолкнули информационные вбросы о сотнях жертв трагедии и считает, что на митинге им просто воспользовались, а во время самого мероприятия ситуация постоянно подогревалась новыми вбросами со стороны «майданщиков».
После этого митинга площадь, на которой он проходил, была в течение двух дней окружена заграждениями и оцеплена полицией, установившей пропускной режим прохода на площадь для предотвращения повторных стихийных митингов. Для оцепления площади было задействовано более 100 сотрудников полиции, а рядом с оцеплением постоянно стояли автозаки, автобусы и прочие машины.
Также митинги, посвящённые этой трагедии, прошли в 23 городах России: Москве, Санкт-Петербурге, Екатеринбурге, Новосибирске, Чите, Хабаровске, Нижнекамске, Пензе, Воронеже, Красноярске, Мурманске, Краснодаре, Иркутске, Калининграде, Новороссийске, Волгограде, Кирове, Нижнем Новгороде, Омске, Ярославле, Перми, Самаре и Челябинске. Часть этих митингов была организована властями, остальные — оппозицией, которая обвинила в трагедии коррумпированных чиновников.

### Раскаяние виновных в пожаре
«При вынесении приговора прошу учесть непродолжительное время моей работы в ТРЦ, я трудоустроился туда за несколько месяцев до дня трагедии, считал объект безопасным, водил туда малолетнего сына», — обратился к суду технический директор ТРЦ Георгий Соболев.
Охранник ТРЦ Сергей Антюшин принёс свои искренние соболезнования в связи с произошедшей трагедией.
«Я всей душой любила эту работу и отдавала ей все свои способности и силы. Я была уверена, что всегда и все там хорошо и надёжно», — сказала бывший генеральный директор компании-собственника «Зимней вишни» Юлия Богданова.
Инженер противопожарной системы в ТРЦ Александр Никитин в ходе обращения к суду отметил, что у него всегда все исправно работало: и пожарная сигнализация, и система оповещения. По его словам, все всегда проверялось. Он принёс свои извинения и попросил суд оправдать его.
«Мне очень больно за все, что здесь случилось, и такая трагедия произошла. Это невыносимо больно, и мне невыносимо больно. В связи с этой трагедией я прошу всех простить меня. Я прошу прощения у всех людей, у всего общества, у всех», — сказала гендиректор основного арендатора центра Надежда Судденок.

### Реакция СМИ
В первые дни после трагедии в интернете стали активно распространяться слухи о большем количестве жертв. Вскоре личность распространявшего слухи стала известна. Им оказался украинский ютубер Никита Андреевич Кувиков (известный как Евгений Вольнов) 1986 года рождения. Против него Следственным комитетом РФ было открыто дело по статье 282 УК РФ («Возбуждение ненависти либо вражды»). 28 марта Басманный районный суд города Москвы заочно арестовал пранкера, который подозревается в «публичном распространении недостоверных сведений о количестве жертв пожара в Кемерове с целью ввести в заблуждение родственников погибших и пострадавших и дестабилизировать ситуацию в регионе». Сам Кувиков объясняет свои действия местью за гибель своих друзей в Донбассе. 29 марта представитель Службы безопасности Украины (СБУ) и Министерство внутренних дел Украины заявили, что Украина не выдаст Кувикова России. Министр Чечни по делам национальностей Джамбулат Умаров заявил, что «Рамзан Кадыров, если такая задача будет поставлена, найдёт и накажет Евгения Вольнова».
Вскоре после трагедии СМИ стали приводить аналогии с похожим пожаром, произошедшим 20 февраля 1911 года в Бологом при пожаре в клубе Бологовского вольно-пожарного общества. Тогда погибли 64 человека, 43 из которых были детьми. Несмотря на разницу размеров объекта возгорания, по мнению СМИ, повторилась причина трагедии.

## Увековечивание памяти

### В Кемеровской области
Сразу после трагедии глава города Кемерова Середюк заявил, что «во время всех встреч обращаются люди с просьбой увековечить память погибших, предлагают построить часовню, создать сквер, установить памятник».
На официальном сайте администрации города Кемерова, начиная со 2 апреля, проводился опрос относительно того, какой объект должен появиться на месте снесённого торгового центра «Зимняя вишня». Одновременно проводился альтернативный опрос на сайте одного из региональных новостных порталов.
5 марта 2019 года начались работы по подготовке к созданию сквера памяти, который будет построен по проекту архитектора Джона Калвина Вайдмана. Окончательное название парка ещё не выбрано, но со слов Джона Калвина «…было предложено назвать [парк] „Почемучка“» поскольку это слово соединяет в себе детский вопрос и мысли взрослого человека о том, «за что, почему это случилось?». При разработке проекта были учтены пожелания родственников погибших, при том, что одни хотели, чтобы это было местом памяти, другие — чтобы в сквере были созданы условия для семейного отдыха. Вдоль дорожек создаваемого парка будут высажены 60 сосен — по числу погибших при пожаре.
15 сентября открылся сквер памяти «Парк Ангелов».
25 сентября 2018 года в посёлке Трещевский Топкинского района открыта и освящена часовня «Отрада и Утешение», построенная в память о жертвах пожара, в числе которых были и ученицы местной школы.

### В Крыму
Первого апреля в городе Севастополь, Республики Крым, при поддержке местной администрации, была заложена «Аллея в память о погибших в пожаре в „ТЦ Зимняя Вишня“», а жителями были высажены 64 туи, в память о каждом погибшем.

### В Казахстане
В южноказахстанском городе Шымкенте по инициативе коллектива водителей такси была заложена аллея памяти, на которой высажены 64 саженца сирени, суданской розы и фруктовых деревьев.

### Музыкальные композиции
Композитор и продюсер Максим Фадеев посвятил трагедии песню «Ангелы» («Зимняя вишня»).
Певец и композитор Юрий Тюрганов выпустил песню «Дым и небо» в память о жертвах пожара в ТЦ «Зимняя вишня».
В связи с трагедией российская эстрадная певица Анжелика Варум на некоторое время отказалась от исполнения одного из своих самых известных хитов — песни «Зимняя вишня».
Трагедия упоминается в композиции «Иди за второй» группы Anacondaz, композиции «Хоровод» томского хип-хоп-исполнителя Loqiemean, а также «Уроки любви» группы Порнофильмы.

## Комментарии
1. ↑  «Надзорные каникулы» — приостановление и упрощение ряда мероприятий государственного надзора за предпринимателями в России, чтобы не «кошмарить бизнес», были введены в 2015 году на три года и продлены в 2018 году президентом Российской Федерации Путиным В. В., намерения о надзорных каникулах высказывались им ещё в 2014 году. Кроме того, мероприятия государственного надзора (как плановые заранее запланированные, так и внеплановые при поступлении жалоб граждан), в том числе пожарного, проводятся только с подачи или разрешения органов прокуратуры согласно Федеральному закону РФ от 26.12.2008 г. № 294-ФЗ (в действующей на тот момент редакции закона) «О защите прав юридических лиц и индивидуальных предпринимателей при осуществлении государственного контроля (надзора) и муниципального контроля»Путин возвращает свободу в матрицу ценностей Архивная копия от 21 октября 2019 на Wayback Machine // Статья от 04.12.2014 г. в газете «Взгляд». А. Федорова + Президент подписал закон о трёхлетних надзорных каникулах для малого бизнеса Архивная копия от 21 октября 2019 на Wayback Machine // Статья от 15.07.2015 г. audit-it.ru + Перерыв в проверках. Продлены надзорные каникулы для малого и среднего бизнеса Архивная копия от 21 октября 2019 на Wayback Machine // Статья от 27.12.2018 г. в № 294 (7757) газеты «Российская газета». Н. Толстоухова + Бизнес и пожарная безопасность Архивная копия от 21 октября 2019 на Wayback Machine // Статья от 10.04.2018 г. на сайте радиостанции «Эхо Москвы» В. Кудрявцев, С. Сорокина + Федеральный закон о защите прав индивидуальных предпринимателей Архивная копия от 21 октября 2019 на Wayback Machine // Статья от 29.08.2018 г. «Правоведус» + Федеральный закон от 26.12.2008 N 294-ФЗ «О защите прав юридических лиц и индивидуальных предпринимателей при осуществлении государственного контроля (надзора) и муниципального контроля» // Первоначальный текст закона опубликован: 30.12.2008 г. в № 266 «Российская газета», 29.12.2008 г. в № 52 (ч. 1), ст. 6249 «Собрания законодательства РФ», 31.12.2008 г. в № 90 «Парламентской газеты». Электронный вариант текста закона в редакции от 02.08.2019 г. на сайте ИПС «КонсультантПлюс».